# Institut Nacional de la Llengua Japonesa
L'Institut Nacional de la Llengua Japonesa (国立国語研究所, Kokuritsu kokugo kenkyūsho) és una institució autònoma depenent del govern del Japó i en concret del Ministeri d'Educació, Cultura, Esports, Ciència i Tecnologia, creada el 20 de desembre de 1948 amb el propòsit d'estudiar, investigar, promoure i fer les recomendacions necessàries per a l'ús correcte de la llengua japonesa.
La seu de l'organisme es troba a la ciutat de Tachikawa, a Tòquio, Japó. A data de l'1 d'abril de 2020, la institució estava formada per 54 membres, els quals eren 1 director, 14 professors, 10 professors associats, 8 professors auxiliars i investigadors i 21 administratius i tècnics. L'actual president de l'institut des de l'any 2017 és en Yukinori Takubo.

## Presidents
- Minoru Nishio (1949-1960)
- Etsutarō Iwabuchi (1960-1976)
- Ōki Hayashi (1976-1982)
- Kikuo Nomoto (1982-1990)
- Osamu Mizutani (1990-1998)
- Mutsurō Kai (1998-2005)
- Seiju Sugito (2005-2009)
- Tarō Kageyama (2009-2017)
- Yukinori Takubo (2017-present)